# یوخن ماس
یوخن ماس (آلمانی: Jochen Mass؛ زاده ۳۰ سپتامبر ۱۹۴۶) یک اتوموبیل‌ران فرمول ۱ اهل آلمان است.